# Pseudosparianthis cubana
Pseudosparianthis cubana là một loài nhện trong họ Sparassidae.
Loài này thuộc chi Pseudosparianthis. Pseudosparianthis cubana được Richard C. Banks miêu tả năm 1909.